# 民主化
民主化通常指的是政權由獨裁體制轉變成民主體制的過程。不少人主張民主化可以被視為一種長期而且連續的歷史過程，而且可以發生在各種社會領域，例如經濟民主化、家庭民主化等，近來也有學者討論全球化的民主治理議題。
民主化是政治制度朝向更民主的狀態發展之過渡過程，包括朝著民主方向發展的實質性政治變革。它可能是從專制政權向完全民主政體過渡的混合狀態，從專制政治制度向半民主過渡，或從半專制政治制度向民主政治制度過渡的混合狀態。 相反的過程有民主倒退或獨裁。
民主化可能會得到民主鞏固，或可能面臨頻繁的逆轉。不同的民主化模式經常被用來解釋其他政治現象，例如一個國家是否要進行戰爭，或其經濟是否增長。
民主化是否以及在多大程度上發生都歸因於各種因素，包括經濟發展、歷史傳承、公民社會和國際化過程。 一些關於民主化的論述強調菁英推動民主化之過程，其他論述則強調源自基層自下而上的過程。
然而，將一個國家歸類為“民主”或走向民主化不是一個簡單的過程。許多政治學家、歷史學家等研究者認為，實現民主的過程是多方面的—將一個國家歸類為正在經歷“民主化”的過程可能會產生有害影響。托马斯·卡罗瑟斯認為，正在從專制主義轉變的國家並不意味著它們正在經歷民主化。 此外，經歷民主化的國家不一定成為民主國家—並陷入“灰色地帶”，涉及民主化的各個方面，同時涉及前專制政權的各個方面。 遵循這一概念，Renske Doorenspleet 認為，要使民主化正確適用—民主和專制主義的真正含義必須根據其所在特定背景脈絡來定義。 如果一個國家仍然存在嚴重的侵犯人權行為、狀況非常不理想的國家機構和其他因素，就不能聲稱正在經歷民主化—無論其方向如何（根據卡罗瑟斯之論述，這一方向很少是走向民主）。 Levitsky 和 Way 提出了被稱為“競爭性獨裁主義”（英語：competitive authoritarianism）的虛假民主的概念也被卡罗瑟斯提及，他稱之為表面/半民主（英語：façade/semi democracy），並認為儘管這類似於民主，但不是也不能被承認為民主。 他們以匈牙利為範例，由於匈牙利被普遍接受為民主國家，因此很少有觀察家認識到它的衰落。 這允許“以總理奧班·維克多為首的青年民主主義者聯盟－匈牙利公民聯盟利用其議會的絕對多數來傾斜政治競技場”。 因此，將表面/競爭性專制主義政權歸類為合法民主是有害的，並導致有關特定國家實際政策的錯誤資訊，同時促進專制領導者的潛在崛起。 Mamadou Diouf 將這一概念應用於非洲，並討論了正在實現民主化的國家的潛在錯誤分類的進一步損害。 Raymond Hinnebusch 進一步對Diouf提出之論述表示贊同，並為中東地區的背景提供例子。 兩位學者都認為，民主化理論是西方化的—沒有考慮到其他國家之所在背景脈絡等條件和因素。Hinnebusch 認為，伴隨這種西方化的民主化觀點，各種專制政權潛在出現—特別是一些“高收入石油國家”。
因此，在探索民主化概念時，請記住被歸類為正在經歷民主化程序的國家的可變性，並考慮錯誤分類之後果。

## 歷史

1800-2018年之間以政體指數（Polity5 scale）8分以上（完全民主）衡量的民主國家數目，可以看出三波民主化的發展過程。（參見英文維基同條目）

根據美國著名政治學者塞缪尔·菲利普斯·亨廷顿在著作《第三波：20世纪后期民主化浪潮》中的說法，人們通常將近代歷史上的民主化分為三波，第一波始於美國獨立與法國大革命，在19世紀末帶動了整個歐洲的民主運動；第二波始於第二次世界大戰後的民族國家獨立浪潮，但是在1960年代就逐漸衰退，第三波民主化的起點通常被認定是南歐的希臘、葡萄牙、西班牙在1974年—1977年的政權轉型，其中包括拉丁美洲的巴西與阿根廷、智利等，經過了亞洲的韓國六月民主運動與中華民國臺灣省解嚴令，最後以東歐的波蘭、匈牙利、保加利亞、捷克斯洛伐克、羅馬尼亞、南斯拉夫、阿爾巴尼亞和前蘇聯共和國與蒙古國的民主化為終點。
然而，每次民主化浪潮都是以威權或極權統治的反撲而告終。不僅在個別國家民主化是以迂迴的方式發展，例如法國的民主化就經歷了四次威權主義勢力的反撲，整體來說，前述三波民主化在世界範圍內也遭遇了反民主化的逆流。第一波民主化遭遇了極權主義的反撲，包括蘇聯列寧的建政及斯大林的崛起、西班牙內戰、義大利的法西斯黨政權、日本二二六事件政變與軍國主義興起與德國威瑪共和被納粹黨政權取代等。第二波民主化的逆流包括了許多亞洲、非洲前殖民地獨立後的再威權化、韓國的李承晚政權及朴正熙、全斗煥的軍事政變、泰國的軍事政變、菲律賓的馬可仕政權、印尼的蘇哈托政權、智利的皮諾契特政權、巴西與阿根廷的軍事政變等等。
第三波民主化使得民主的治理範圍與人口首次在世界上取得了優勢。然而，第三波民主化是否出現逆流或是第四波民主化浪潮是否已經上路，還是個有爭議的問題，第三波逆流或許應該包括俄羅斯與土庫曼、烏茲別克、白俄羅斯、亞塞拜然等前蘇聯共和國的再威權化、中國八九民運的挫折、東歐民主倒退與中亞、中東（西亞）及非洲的民主失敗、甚至是歐美國家失控的政治正確等等，也有人認為烏克蘭等地的顏色革命和從突尼西亞開始的茉莉花革命會帶動第四波世界性的民主化，然则这些国家却越来越糟。。

## 成因探討

### 結構論
結構論者著重資本主義經濟發展與階級結構對政治轉型的影響。例如巴林顿·摩尔認為「沒有資產階級就沒有民主」，例如英國，一定程度的資本主義經濟發展削弱了地主階級的政治力量，資產階級則希望參與政治保障其財產權，最後以流血革命來推翻貴族統治，這是自由民主制的起源。 西摩·马丁·利普塞特提出階級結構影響民主化的理論，認為資本主義發展初期雖然會導致窮人與工人階級的不滿與革命訴求，但是隨著經濟成長，城市中產階級會逐漸成為階級結構裡的多數，或者說階級結構從金字塔型變成橄欖型，而且中產階級不傾向革命，因此會轉而追求社會改革與政治權利的平等分享。這個說法被稱為政治現代化理論。
政治現代化理論遭遇許多批評。迪特里希·鲁施迈耶（Dietrich Rueschemeyer）等人分析歐洲與拉丁美洲各國的政治變遷，發現從歷史比較來看，資產階級與地主階級通常支持威權統治者，甚至反對民主化。資本主義經濟發展之所以有助於政治轉型，不是因為資產階級愛好民主，而是階級結構的轉型逐漸改變了各階級的人數比例與政治力量的均衡，從而使得被支配階級—城市中下階級與工人階級—逐漸發展出自我組織與集體行動的能力。 成熟的工人階級是民主化而非革命的動力，這是階級結構影響民主轉型的社會民主主義觀點。
對政治現代化理論的反覆研究確認了經濟發展程度與民主化的顯著關係，然而對此關係的解釋仍然不一致，例如亚当·普沃斯基等人認為高人均國民所得與民主化的相關是因為民主在高收入國家比較容易生存，而在低收入國家比較容易崩潰，因此並不是經濟發展導致了民主，而是貧困國家的民主沒辦法存活，才導致民主集中在高所得國家。 民主化的起源或許與發展沒直接關係，更可能來自威權體制的內在矛盾，導致菁英階層與集團之分裂與內部鬥爭。

### 過程論
自1980年代起，重點轉向對政治力量與政治過程之研究。過程論者認為經濟發展對民主化的影響不像結構論者說的那樣重要，許多個案指出在低收入國家、例如美國於18世紀草創之初也能發展民主體制。決定民主轉型的因素主要不是來自階級結構，而是來自於參與政治的主要行動者的互動過程與策略。 過程論者通常將統治势力分為保守派（強硬派）（英語：conservatives/hard-liners）與改革派（英語：reformers/soft-liners），而將反對势力分為溫和派（英語：moderates）與激進派（英語：radicals）：
- 保守派：通常是軍方或曾以軍隊鎮壓過反對者的統治势力，擔心政治清算而傾向付出高昂代價鞏固威權主義。

- 改革派：通常是威權體制中的技術官僚或年輕繼承者，認為由統治势力控制下的改革，總好過血腥鎮壓或者被推翻。

- 溫和派：反對者當中擔心民主運動過於激進將導致保守派奪權並且鎮壓民主運動。

- 激進派：反對者當中認為軍方或改革派不敢鎮壓，因此希望採取更激烈行動以推翻統治势力的少數領袖。

通常，政治自由化始於統治阶级內部的路線分歧，並且使威權主義對言論自由與社會運動的控制鬆動，導致了自由範圍的擴大與公民社會的興起，對是否鎮壓公民运动，統治阶级之間沒有共識。公民社會孕育不同路線的反對势力，也就是主張妥協的溫和派與堅持立場希望一舉推翻政權的激進派的领袖。過程論者認為在政治自由化與民主化的過程中，不是經濟發展等結構性因素，而是這四派势力的合縱連橫決定了民主或威權體制的命運，而且軍方的立場扮演了決定性的角色。改革派與溫和派的結盟（也可以看成壓制保守派並且背叛激進派）以及軍隊國家化對於不流血的民主轉型有重大的貢獻，但保守派與激進派的反應也可能導致不同的結局。過程論者的研究不僅對民主化過程裡的政治鬥爭有很強的預測與解釋能力，也對當代政治轉型參與者的策略選擇有很大啟發。
過程論與結構論並非完全對立，人們很容易將階級結構相關研究、與各階級的相關組織（或者更廣義之公民社會）在民主化過程中採取的策略聯繫起來，因此，近年來各派有合流之趨勢。

### 經濟因素

#### 經濟發展與現代化理論
西摩·馬丁·利普塞特、卡莱斯·鲍什、Susan Stokes、迪特里希·鲁施迈耶、Evelyne Huber 和 John Stephens 等學者認為經濟發展增加了民主化的可能性。最初由利普塞特於1959年提出，後來被稱為現代化理論。 根據 Daniel Treisman之論述，“在中等長度（十至二十年）期間內，較高收入與民主化和民主生存之間存在強大而一致的關係，但在較短的時間窗口內則不一定”。羅伯·道爾認為市場經濟為民主制度提供了有利條件。
更高的人均GDP與民主相關，一些人聲稱從未觀察到最富有的民主國家陷入威權主義。 希特勒和納粹在魏瑪德國的崛起可以看作是一個明顯的反例，但雖然在1930年代初期德國已是一個發達經濟體，但當時該國也處於經濟衰退狀態。危機幾乎自第一次世界大戰或1910年代開始，這場危機最終因大蕭條的影響而惡化。還有一種普遍的看法是，民主在工業革命之前是非常罕見的。因此，實證研究使許多人相信，經濟發展要麼增加向民主過渡的機會，要麼幫助新建立的民主國家鞏固。 一項研究發現，經濟發展會促進民主化，但僅限於中等長度（十至二十年）期間。這是因為發展可能會鞏固現任領導人的地位，但讓他在卸任時更難交班。 然而，關於民主是財富的結果、財富的原因，還是與這兩個過程無關離定論尚遠。 另一研究表明，經濟發展依賴於一個國家的政治穩定來促進民主。
亚当·普沃斯基和 Fernando Limongi 認為，雖然經濟發展降低了民主國家轉變為威權主義的可能性，但沒有足夠的證據得出發展導致民主化（將威權國家轉變為民主國家）的結論。 經濟發展可以在中短期內提高公眾對專制政權的支持。 黎安友認為對於經濟發展導致民主化的論點，中國是一個有問題的案例。 Michael Miller 發現，發展增加了“在脆弱和不穩定的政權中實現民主化的可能性，但從一開始就不太可能出現這種脆弱性”。
有研究表明，更大程度的城市化通過各種途徑促進民主化。 2016年的一項研究發現，優惠貿易協定（英語：preferential trade agreements）“鼓勵一個國家的民主化，特別是如果優惠貿易協定合作夥伴本身就是民主國家”。
許多學者和政治思想家將龐大的中產階級與民主的出現和維持聯繫起來， 但也有人對此提出質疑。
達隆·阿齊默魯和詹姆斯·A·罗宾逊認為現代化理論不能解釋政治發展的各種路徑，“因為它在經濟和政治之間建立了一種不以制度和文化為條件的聯繫，並且假定一個明確的終點—例如，‘歷史的終結’”。
Gerardo L. Munck 對利普塞特論點的研究進行的元分析表明，大多數研究不支持更高水平的經濟發展導致更多民主的論點。

#### 階級、分歧和聯盟
社會學家巴林頓·摩爾指出，權力在階級之間的分配—農民、資產階級和土地貴族—以及階級之間聯盟的性質決定了民主、專制或發生共產主義革命。摩爾還認為至少存在“通向現代世界的三種途徑”—自由民主主義、法西斯主義和共產主義—每一種都源於工業化的時機和轉型時期的社會結構。因此，摩爾挑戰了現代化理論，強調沒有一條通往現代世界的道路，經濟發展並不總能帶來民主。
摩爾的部分論點廣遭質疑。迪特里希·鲁施迈耶、Evelyne Huber 和 John D. Stephens 對摩爾對資產階級在民主化中的作用的分析提出質疑。 Eva Bellin 認為，在某些情況下，資產階級和勞工更有可能支持民主化，但在其他情況下則不太可能。 Julio Samuel Valenzuela 認為，與摩爾的觀點相反，智利的土地精英支持民主化。 James Mahoney 進行的綜合評估得出結論，“摩爾關於民主和威權主義的具體假設僅獲得有限且有條件的支持”。
2020 年的一項研究將民主化與農業機械化聯繫起來：隨著地主精英越來越不依賴對農業工人的鎮壓，他們對民主的敵意也越來越小。
根據政治學者 David Stasavage 的論述，代議制政府“更有可能在一個社會因多個政治分歧而分裂時出現”。 2021年的一項研究發現，通過多元化（反映社會的不同階層）出現的憲法更有可能引發自由民主（至少在短期內）。

### 政治經濟因素

#### 統治者的徵稅需求
Robert Bates 和 Donald Lien 以及 David Stasavage 認為，統治者對稅收的需求使擁有資產的精英擁有討價還價的能力，要求對公共政策發表意見，從而產生民主制度。 孟德斯鳩認為，商業的流動性意味著統治者必須與商人討價還價以便向他們徵稅，否則他們將領導國家或隱藏他們的商業活動。 Stasavage 認為，歐洲國家的小規模和落後，以及歐洲統治者的軟弱，在羅馬帝國垮台後意味著歐洲統治者必須獲得其人民的同意才能有效統治。
根據 Clark、Golder 和 Golder 的說法，阿爾伯特·赫緒曼的「exit, voice, and loyalty」模型的一個應用是，如果個人有合理的退出選擇，那麼政府可能更有可能民主化。詹姆斯·C·斯科特認為，當人口處於流動狀態時，政府可能會發現很難對其行使主權。 Scott 還斷言，退出可能不僅僅包括從強制國家領土的物理退出，還可以包括對強制的一些適應性反應，這使得國家更難以主張對人口的主權。這些應對措施可能包括種植政府更難統計的農作物，或畜養流動性更強的牲畜。事實上，一個國家的整個政治安排都是個人適應環境，選擇是否留在領土上的結果。 如果人們可以自由移動，那麼「exit, voice, and loyalty」模型預測國家必須代表該人口，並安撫人口以防止他們離開。 如果個人有合理的退出選擇，那麼他們就能夠更好地藉由退出威脅來約束政府的任意行為。

#### 不平等與民主
達隆·阿齊默魯和詹姆斯·A·罗宾逊認為，社會平等與民主轉型之間的關係是複雜的：人們在平等社會中反抗的動機較小，因此民主化的可能性較低。在一個高度不平等的社會（例如，種族隔離制度下的南非），民主制度下財富和權力的重新分配對精英階層非常有害，以至於他們會竭盡全力阻止民主化。民主化更有可能出現在中間的某個地方，在那些精英們做出讓步的國家，因為他們認為革命的威脅是可信的，並且讓步的成本不太高。 這一預期與實證研究一致，表明民主在平等社會中更加穩定。阿齊默魯和罗宾逊還認為，精英與社會之間關係的性質決定了是否會出現穩定的民主制度。當精英過度統治時，就會出現專制國家。當社會過度支配時，就會出現弱勢（英語：weak）國家。當精英和社會處於平衡狀態時，就會出現包括全體成員（英語：inclusive）的國家。
卡莱斯·鲍什、斯特凡·哈葛德和 Robert Kaufman，以及 Ben Ansell 和 David Samuels 提出了研究不平等與民主之間關係的其他方法。

#### 自然資源
一些研究表明，開採石油而來的財富會降低民主水平並加強專制統治。 根據 Michael Ross 的說法，石油是唯一“一直與較少民主和更糟糕的制度”相關，並且是“絕大多數研究中的關鍵變量”，用於識別某種類型的資源詛咒效應。 2014年的一項元分析證實了開採石油而來的財富對民主化的負面影響。
Thad Dunning 對厄瓜多爾重返民主提出了一個合理的解釋，該解釋與自然資源經濟租鼓勵威權政府的傳統觀點相矛盾。Dunning 提出，在某些情況下，自然資源經濟租（例如通過石油獲得的經濟租）會降低對精英實施分配性政策或社會性政策的風險，因為國家有其他收入來源來資助，而不是藉由精英財富或收入。 在飽受嚴重不平等困擾的國家，例如 1970年代的厄瓜多爾，其結果是民主化的可能性更高。 1972年，軍事政變推翻了政府，這在很大程度上是因為精英們擔心會發生再分配。 同年，石油成為該國日益增長的財政來源。雖然經濟租被用來資助軍隊，但1979年最終的第二次石油繁榮與該國的重新民主化並行。 正如 Dunning 所說，厄瓜多爾的重新民主化可以歸因於石油經濟租的大幅增加，這不僅使公共支出激增，而且安撫了精英成員間對再分配的恐懼。 對厄瓜多爾資源經濟租的開採使政府能夠實施物價和工資政策，使公民受益，而精英階層無需付出任何代價，並允許民主制度的平穩過渡和發展。
歷史學家 Stephen Haber 和政治學者 Victor Menaldo 認為“對自然資源的依賴不是一個外源性變量（英語：exogenous variable）”，並發現當對自然資源與民主之間關係的檢驗考慮到這一點時“資源依賴的增加與威權主義無關”。

### 文化因素

#### 價值觀和宗教
一些人聲稱某些文化比其他文化更有利於民主價值觀。這種觀點很可能是民族中心主義的。通常，西方文化被認為是“最適合”民主的，而其他文化則被描述為包含使民主難以實現或不受歡迎的價值觀。這個論點有時被不民主的政權用來為他們未能實施民主改革辯護。然而，今天有許多非西方民主國家示例包括：印度、日本、印度尼西亞、納米比亞、博茨瓦納、臺灣和韓國。
塞繆爾·P·亨廷頓 提出了有影響力但也有爭議的關於儒教和伊斯蘭教的論點。亨廷頓認為，“在實踐中，儒家或受儒家影響的社會一直不適合民主”，他還表示“伊斯蘭教義……包含對民主既有利又不利的因素”，但他普遍認為伊斯蘭教是民主化的障礙。 相比之下，Alfred Stepan 對不同宗教和民主的兼容性更為樂觀。
Steven Fish 和羅伯特·巴羅將伊斯蘭教與不民主的結果聯繫起來。 然而，Michael Ross 認為，與伊斯蘭教相比，穆斯林世界某些地區缺乏民主與資源詛咒的不利影響有更多關係。 Lisa Blaydes 和 Eric Chaney 將西方和中東之間的民主分歧與穆斯林統治者對馬木路克的依賴聯繫起來，而歐洲統治者不得不依賴當地精英的軍事力量，從而使這些精英獲取推動代議制政府的議價能力。
勞勃·道爾指出，擁有“民主政治文化”的國家更傾向於民主化和民主政體的存續。 他還認為，文化的同質性和小規模有助於民主的生存；然而，該些觀點遭受質疑。
2012 年的一項研究發現，非洲有新教傳教士的地區更有可能成為穩定的民主國家。 但是，2020 年的一項研究未能驗證前述發現。
Sirianne Dahlum 和 Carl Henrik Knutsen 對羅納德·英格爾哈特和克里斯蒂·韋爾策爾之現代化理論修正版本進行了檢驗，該理論側重於經濟發展引發的被認為有利於民主化的文化特徵。 他們發現英格爾哈特和韋爾策爾的論點“沒有實證支持”，並得出結論認為“自我表現的價值觀（英語：Self-expression values）不會提高民主水平或民主化機會，也不會穩定現有的民主國家”。

#### 教育
長期以來，人們一直認為教育可以促成穩定和民主的社會。 有研究指出，教育會帶來更大的政治容忍度，增加政治參與的可能性並減少不平等。 也有研究發現教育水平的提高提高了民主水平，教育的民主化效應在貧窮國家更加強烈。
人們普遍認為，民主和民主化是全世界初等教育擴張的重要推動力。然而，來自教育之歷史性趨勢紀錄的新證據挑戰了這一說法。對 109 個國家從 1820 年到 2010 年就學人口比例進行的分析發現，民主化增加了全世界接受初等教育的機會這一說法並沒有得到支持。向民主的過渡往往與初等教育的加速擴張同時發生，但在仍然不民主的國家也觀察到了同樣的加速。

#### 社會資本和公民社會
公民社會是指促進公民利益、優先事項和意願的非政府組織和機構的集合。社會資本是指社會生活的特徵—網絡、規範和信任—允許個人共同行動以追求共同的目標。
羅伯特·普特南認為，某些特徵使社會更有可能擁有公民參與文化，從而導致更具參與性的民主政體。根據普特南的說法，擁有更密集的公民參與橫向網絡的社群能夠更好地建立“信任、互惠和公民參與的規範”，從而實現民主化和運作良好的參與式民主。將意大利北部擁有密集橫向網絡的社區與意大利南部擁有更多垂直網絡和侍從主義關係的社區進行對比，普特南斷言後者從未建立一些人認為成功民主化所必需的公民參與文化。
Sheri Berman 反駁了普特南的公民社會有助於民主化的理論，他表示，就魏瑪共和國而言，公民社會促進了納粹黨的崛起。 根據 Berman 的說法，第一次世界大戰後德國的民主化使該國的公民社會得以重新發展；然而，Berman 認為，這個充滿活力的公民社會最終削弱了德國內部的民主，因為它因排他性社群組織的建立而加劇了現有的社會分歧。 隨後的實證研究和理論分析為 Berman 的論點提供了支持。 政治學者 Daniel Mattingly 認為，中國的公民社會幫助中國的專制政權鞏固控制。 Clark、M. Golder 和 S. Golder 還認為，儘管許多人認為民主化需要公民文化，但通過對過去研究的多次重新分析得出的經驗證據表明，這一主張僅得到部分支持。 Philippe C. Schmitter 還斷言，公民社會的存在並不是向民主過渡的先決條件，而是民主化之後通常是公民社會的復甦（即使它先前不存在）。
根據一些研究所示，民主抗議與民主化有關。根據自由之家的一項研究，在自 1972 年以來獨裁政權垮台的 67 個國家中，非暴力公民抵抗在 70% 的時間裡產生了強大的影響。在這些轉變中，變革不是通過外國入侵催化的，也很少通過武裝起義或自願的精英驅動的改革，而絕大多數是由受民主主義影響的公民社會組織利用非暴力行動和其他形式的公民抵抗，如罷工、抵制、公民不服從，以及群眾抗議等。 2016 年的一項研究發現，在 1989 年至 2011 年間的所有民主抗議案例中，約有四分之一導致了民主化。

#### 軍隊
軍隊可以作為政權更迭的國內源頭，武裝部隊對自身在政治場域中的角色認定要麼鼓勵他們干政，要麼限制他們不參與政治。這種動態在軍隊如何應對民主化方面發揮著關鍵作用。有人認為，在薩爾瓦多從專制統治過渡期間，軍方在政治領域的統治限制了文職民主政權的鞏固。 同樣，在分析蘇哈托政權之後印度尼西亞軍隊的作用時，人們認識到，將武裝部隊干涉政治合法化之「雙重功能」是該國民主化的障礙。 這些案例研究之間的一致性表明，政治自治程度較高的國家往往會抑制民主化。

### 基於政治代理人和選擇的理論

#### 精英反對派談判和應急
Dankwart A. Rustow、Guillermo O'Donnell 和 Philippe C. Schmitter 等學者表示不存在民主化之結構性「大」因素。他們轉而強調民主化進程如何以一種更加偶然的方式發生，這取決於由威權向民主轉變過程中掌權之精英的特徵和所處情勢。
O'Donnell 和 Schmitter 提出了一種向民主過渡的策略性選擇途徑，強調了它們是如何被不同參與者的決定所驅動的，以應對一系列核心困境。分析集中於四個參與者之間的互動：屬於現任獨裁政權的強硬派和溫和派，以及反對該政權的溫和派和激進派。
亚当·普沃斯基使用基本的博弈論分析了統治者和反對派在向民主過渡過程中的相互作用。他強調政治和經濟轉型的相互依存關係。

#### 精英驅動的民主化
學者們認為，民主化進程可能是由精英驅動的，也可能是由專制體制的現任掌權者驅動，作為這些精英在大眾對代議制政府的要求中保持權力的一種方式。 如果鎮壓的成本高於放棄權力的成本，威權主義者可能會選擇民主化和包容性制度。 根據 2020 年的一項研究，在獨裁執政者的政黨實力較高的情況下，獨裁領導的民主化更有可能帶來持久的民主。 然而，Michael Albertus 和 Victor Menaldo 認為，即將離任的獨裁者實施的民主化規則可能會扭曲民主，有利於即將離任的獨裁政權及其支持者，從而導致難以擺脫的“壞”制度。 根據 Michael K. Miller 的說法，精英驅動的民主化特別有可能發生在（國內或國際的）重大暴力衝擊之後，這些衝擊為專制政權的反對者提供了機會。 Dan Slater 和 Joseph Wong 認為，亞洲的獨裁者選擇在他們處於強勢地位時實施民主改革，以保持和振興他們的權力。
根據政治學者 Daniel Treisman 的一項研究，有民主化理論認為獨裁者“故意選擇分享或放棄權力。他們這樣做是為了防止革命、激勵公民參與戰爭、激勵政府提供公共財，提出比其他精英對手更具競爭性的「競標價格」，或限制派系暴力。”他的研究表明，在許多情況下，“民主化的發生不是因為現任精英選擇了民主化，而是因為他們在試圖阻止民主化時犯了錯誤，削弱了他們對權力的控制。常見的錯誤包括：發動選舉或軍事衝突，結果卻輸了；無視民眾動亂而被推翻；啟動有限而隨後失控的改革；還有選擇一個低調的民主主義者作為領導者。這些錯誤反映了眾所周知的認知偏誤，例如過度自信和控制錯覺”。
Sharun Mukand 和丹尼·羅德里克質疑精英驅動的民主化會產生自由民主。他們認為，低水平的不平等和微弱的認同差距是自由民主出現的必要條件。 2020年一項研究發現，與精英推動的民主化相比，通過自下而上的和平抗議進行的民主化導致了更高水平的民主和民主穩定。
根據研究，在從非民主到民主的過渡過程中，軍事獨裁更有可能轉變為民主。君主制、文職專政和軍政府這三種專政類型因其各自目標而採用不同的民主化方法。君主專制和文職專政尋求通過君主的世襲統治或文官獨裁者的壓迫來無限期地掌權。軍事獨裁政權奪取權力，充當看守政府，以取代他們認為有缺陷的文職政府。軍事獨裁更有可能過渡到民主，因為一開始，它們本來是權宜之計，預定在可被接受的政府形成時交出權力。 這些政權的過渡模式是談判，這與民主的建立非常吻合，通常通過談判實現。自 1945 年以來，31% 的軍人統治過渡帶來了穩定、長壽的民主政體，而只有 16% 的過渡來自個人專政政權。 馬里從軍事獨裁到平民民主的和平過渡是一個成功地從軍事獨裁過渡到民主政權的例子。
軍隊本身可以作為政權更迭的國內來源。武裝部隊的政治身份要麼鼓勵他們干預平民政治，要麼限制他們不參與政治。武裝部隊中的個人將其地位歸因於其政治身份的程度決定了其集體將如何應對民主化。政治身份被定義為個人描述自己和他人的方式。當一個群體動員起來以促進其利益或捍衛對其群體的威脅時，身份就會被政治化，它塑造了個人對政府行動的期望。 在審視從威權主義到民主的過渡時，軍隊的集體政治認同在他們對民主化的反應方式中發揮著重要作用。 Knut Walter 和 Phillip James 認為，在薩爾瓦多從獨裁統治過渡期間，軍方在政治領域的統治限制了文職民主政權的鞏固。 同樣，在分析蘇哈托政權之後印度尼西亞軍隊的作用時，本名純認識到「雙重功能」是一種使武裝部隊干涉政治合法化的論述，是該國民主化的障礙。 這些案例研究與其他國家的調查結果一致表明，政治自治程度較高的國家往往會抑制民主化。
根據研究，內部衝突的威脅會促使政權做出民主方面的讓予。2016 年的一項研究發現，撒哈拉以南非洲地區乾旱引發的騷亂導致政權因擔心衝突而做出這類讓予。

#### 選區全體選民的混雜
曼瑟爾·奧爾森認為，民主化過程發生在精英無法重建專制制度時。奧爾森認為，當選區的全體選民或認同群體在一個地理區域內混合時，就會發生這種情況。他斷言，這種混合的地理選區要求精英們通過民主和代議制機構來控制該地區，並限制相互競爭的精英團體的權力。

#### 獨裁者死亡或被罷免
一項分析發現“與獨裁國家中其他形式的領導更替—例如政變、選舉或任期限制—相比，後者在大約一半的情況下會導致政權垮台，獨裁者的死亡是非常無關緊要的。......（1946年至2014年）79 名獨裁者在任期間去世.....在絕大多數情況下（92%），獨裁者死後政權仍然存在”。

### 國際因素

#### 戰爭與國家安全
Jeffrey Herbst 解釋了歐洲國家的民主化是如何通過戰爭促進的政治發展實現的，這些“歐洲案例的教訓表明戰爭是國家形成一個重要的原因…”。 Herbst 寫道，戰爭和鄰國入侵的威脅導致歐洲國家更有效地徵稅，迫使領導人提高行政能力，並促進國家統一和民族認同感（在國家與其公民間一種普遍且強而有力的連結）。 Herbst 寫道，在許多地區，“國家正在一個全新的環境中發展”，因為它們大多“在不必訴諸戰爭的情況下獲得了獨立，並且自獨立以來沒有面臨過安全威脅”。Herbst 指出，最強大的非歐洲國家，韓國和臺灣，“大致上是‘處於（與鄰國）衝突狀態中’的國家，它們在一定程度上受到幾乎持續不斷的外部侵略威脅的影響”。
Elizabeth Kier 質疑全面戰爭促進民主化的說法，在第一次世界大戰期間的英國和意大利的案例中表明，意大利政府在第一次世界大戰期間採取的政策引發了法西斯主義的反彈，而英國政府對勞工的政策破壞了更廣泛的民主化。

#### 戰爭與和平
戰爭可能有助於在向民主過渡之前的國家建構，但戰爭主要是民主化的嚴重障礙。民主和平理論的擁護者認為民主導致和平，而領土和平理論（英語：democratic peace theory）則相反，認為和平導致民主。事實上，一個國家的戰爭和領土威脅很可能會增加威權主義並導致專制。這得到歷史證據的支持，表明在幾乎所有情況下，和平都先於民主。許多學者認為，民主導致和平的假設幾乎沒有得到支持，但和平導致民主的相反假設卻得到了強而有力的證據支持。
克里斯蒂·韋爾策爾認為，生存安全的確保會導致有助於解放的文化價值觀和對民主政治組織的支持。 這與基於演化心理學的理論是一致的。所謂的Regality理論顯示，在戰爭或感知到集體危險的情況下，人們會產生對強勢領導人和專制政府形式的心理偏好。另一方面，在和平與安全的情況下，人們將支持平等主義價值觀和對民主的偏好。因此，人們若感知到集體危險，社會便容易朝向支持專制政權的方向發展，但人們若感知到安全能被確保，則將朝向支持民主體制的發展方向。

#### 國際機構
許多研究發現，國際機構的影響有助於促進民主化。 Thomas Risse 在 2009 年寫道，“關於東歐的文獻達成共識，即歐盟成員國的觀點對新民主國家具有巨大的引導效果”。 學者們還將北約的擴張與在民主化中發揮作用聯繫起來。 國際力量可以顯著影響民主化。民主思想的傳播和國際金融機構要求民主化的壓力等全球力量導致了民主化。

#### 促進、外國影響和干預
歐盟為民主的傳播做出了貢獻，特別是藉由鼓勵成員國進行民主改革。
Steven Levitsky 和 Lucan Way 認為，與西方的密切關係增加了冷戰結束後民主化的可能性，而與西方關係較弱的國家則採用了競爭性的專制政權。
2002 年的一項研究發現，區域組織的成員資格“與 1950 年至 1992 年期間向民主的過渡有關”。
2004 年的一項研究沒有發現外國援助導致民主化的證據。
有時，民主化是經由軍事干預強加，例如二戰後的日本和德國。 在其他情況下，非殖民化有時會促進民主制度的建立，但很快就會被獨裁政權所取代。例如，敘利亞在冷戰初期脫離法國強制控制獲得獨立後，未能鞏固民主，最終崩潰，取而代之的是阿拉伯復興社會黨－敘利亞地區的獨裁統治。
勞勃·道爾指出，外國干預導致民主失敗，引述了蘇聯對中歐和東歐的干預以及美國對拉丁美洲的干預。然而，隨著前殖民地獲得獨立並實施民主，帝國的去合法化促進了民主的出現。

#### 地理因素
一些學者將民主的出現和維持與出海口聯繫起來，這往往會增加人員、商品、資本和思想的流動性。

### 歷史因素

#### 歷史遺產
西摩·馬丁·利普塞特試圖解釋為什麼北美發展出穩定的民主而拉丁美洲卻沒有，他認為，原因在於殖民化的初始模式、新殖民地隨後的經濟合併過程，還有獨立戰爭的差異。英國和伊比利亞的不同歷史被視為創造了影響民主前景的不同文化遺產。詹姆斯·A·罗宾逊提出了相關的論點。

#### 事件順序
學者們討論了事情發生的順序是有助於還是阻礙民主化進程。早期的討論發生在 1960 年代和 1970 年代。Dankwart Rustow 認為，“‘最有效的順序’是依次追求民族團結、政府權威和政治平等”。 Eric Nordlinger 和塞繆爾·P·亨廷頓強調“在大眾參與政治出現之前發展有效的政府機構的重要性”。 Robert Dahl 認為，“較早和較穩定的多頭政體中最常見的順序是……的某種近似值。
在 2010 年代，討論集中在國家建構和民主化之間順序的影響上。法蘭西斯·福山響應亨廷頓的“國家至上”論點，並認為那些“民主先於現代國家建構的國家在實現高品質治理方面遇到了更大的問題”。 這一觀點得到了 Sheri Berman 的支持，他對歐洲歷史進行了全面的檢視，並得出結論認為“順序很重要”，並且“沒有強大的國家……自由民主即使不是不可能也很難實現”。
然而，這種國家優先的論點受到了挑戰。依靠對丹麥和希臘的比較，以及對 1789 年至 2019 年 180 個國家/地區的定量研究，Haakon Gjerløw、Carl Henrik Knutsen、Tore Wig 和 Matthew C. Wilson 等研究者表示，“幾乎找不到支持國家優先論點的證據”。 基於對歐洲和拉丁美洲國家的比較，Sebastián Mazzuca 和 Gerardo Munck 指出，與國家優先的論點相反，“政治發展的起點較少比國家與民主的關係是否是一個良性循環更重要，它會觸發相互強化的因果機制”。

## 與性別和種族相關的批評

### 性別與民主化浪潮
對塞繆爾·P·亨廷頓提出的分期方法的批評之一是它“忽視了普選的要求”。 相關地，正如 Pamela Paxton 所示，“當婦女被納入民主措施時，（亨廷頓所提出之）民主浪潮的概念不再得到有力支持”。 Paxton 指出，一旦考慮到婦女的選舉權，數據就會顯示“從 1893 年到 1958 年是一個漫長、持續的民主化時期，只有與戰爭有關的逆轉”。

### 民主化理論中的性別和種族
在民主化理論中已經發現了兩個廣泛的問題。Georgina Waylen 認為，缺乏按性別分類進行的研究途徑一直是一個突出的問題。 Michael Hanchard 對有關文獻進行了全面回顧，並認為該類理論並未充分承認基於族裔民族主義和種族的等級制度如何塑造民主化的進程和前景。

## 結果
在一些人看来，民主被認為對政治發展有正面功效，例如在政治體制方面，民主化會帶來更多公民自由與政治權利，包括司法與立法機構等權力制度的分化與相互制衡，貪污腐敗的減少等等。在經濟方面，有些人主張民主化能夠加強對財產權的保護，減少國家對經濟活動的干預。在社會平等方面，民主化使得多數中下階級成員獲得選票與言論自由，在多黨競爭的公平選舉之下，通常會導致社會福利等大規模重分配政策的發展，因此在非社会主义社会可以減少貧富差距。
然而，民主的長期制度表現，並不能解釋短期民主化過程裡的種種制度變遷與治理表現，這是因為民主化是各階級或各派政治势力出於自我利益所進行的衝突與妥協，在民主自由的各種權利與制度鞏固之前，經常會導致社會運動的蓬勃發展與嚴重的政治鬥爭，也不能保證必然發展出較好的政治制度。民主化過程中經常出現經濟混亂或衰退、領導人政治貪腐甚至貧富差距惡化等短期現象。
民主化也不是歷史上必然的發展趨勢，而是結構與策略因素混合的結果之一。如同三波民主化逆轉所顯示的教訓，失敗的民主可能會導致威權主義的復興或軍事政變。因此，民主運動的終點可能是民主鞏固或是威權反撲甚至軍事鎮壓。
民主化的終點通常被定義為各種民主自由的權利保障制度趨於穩定，而民主政權崩潰概率極低的狀態，經驗上來說，通常是以自由且公平選舉下正常的兩次政黨輪替作為民主已經鞏固的界限。事實上，新的權力势力或統治階級可能不善於治理經濟事務、或出於自利而貪污腐化，文人對軍隊的管理（例如裁軍）也常導致政變的危險，要達成民主鞏固的目標並不容易，種種困難常導致反民主勢力或部分受害者的反撲，甚至讓新的势力领袖變成新的獨裁者。

## 民主崩潰與再威權化
在進程過速（即一世代人內，30年左右完成民主化），民主鞏固無法實現的狀態下，經常會出現反民主化/再威權化的逆流，例如蘇聯解體後的俄羅斯及大部分加盟共和國（如俄羅斯總統叶利钦、烏克蘭總統庫奇馬、白俄羅斯總統盧卡申科、哈薩克總統納扎爾巴耶夫、烏茲別克總統卡里莫夫、土庫曼總統尼亞佐夫、塔吉克總統拉赫莫諾夫、吉爾吉斯總統阿卡耶夫、亞塞拜然總統阿利耶夫、格魯吉亞總統謝瓦爾德納澤、亞美尼亞總統謝爾日·薩爾基相）、六四事件後的中華人民共和國、阿拉伯之春後的部分中東國家、反修例運動後的香港等。
反民主逆流通常以政府限制言論自由、管制社會抗爭或者非正常的政黨輪替（比如暗殺國家領導人,以（有意煽动的）社會運動推翻公平選舉的領袖,利用军警推翻或控制领导人）為起點，逐漸修改法律縮小公民自由與政治權利，打擊特定群体，甚至宣布某種國家緊急狀態或戰爭狀態，最後以非民主選舉的領袖夺取权力或领袖重新恢复威权化並穩定統治權力而告終。
新的非民主政權必須取得國際支持與穩定的政治結盟，除了掌握軍隊以外，通常必須獲得鄰近強權與國內有力階級的支持，例如行政官僚、大資本家或地主等等，或者採取極權主義的做法，動員群眾或以武力鎮壓徹底消滅國內的階級敵人。其次，統治者必須盡快控制經濟活動以取得穩定的財政收入（至少必須養活軍隊跟幹部）。此外，威權主義體制還必須建立不流血的接班制度，否則領導人的死亡或統治菁英的內鬥，經常導致獨裁政體一夕瓦解。
雖然民主鞏固很難，但是要鞏固威權主義也十分困难。威權主義有其內在的結構弱點，不但必須獲得強權支持，而且面對控制軍隊、警察，管制媒體，网络與教育內容，壓制反對势力或中下階級的公民組織，控制或管理經濟以便成功收稅，選定接班人（而不被自己的接班人提前推翻或事後批鬥）等問題，這些經常成為威權主義政治危機的來源。
如同許多政治學家指出的，失去信仰的威權主義依賴的統治工具歸根結底只是謊言、恐懼與暴力，被壓制的公民社會只是在等待崛起的時機。民主化的起源之一，可能就是威權主義內在矛盾的爆發，而在這之後民主社會的建構，則是公民意識的崛起。

## 民主化程度的測量方式
民主化的研究者經常必須面對如何測量一國民主或自由程度並且從事跨國比較的問題. 這個技術問題可以參考Munck（2009） 。在國際政治上較有影響力的指標包括自由之家與Polity IV等測量指標。

自由 (83)
部分自由 (63)
不自由 (49)

## 外部連結
- 民主期刊 （页面存档备份，存于）
- 全世界的自由指數 （页面存档备份，存于）

## 关联条目
- 民主
- 民主的歷史
- 民主指數
- 自由主義
- 自由之家
- 美帝國主義
- 苏维埃帝国
- 东欧剧变
- 苏联解体
- 第三波民主化
- 颜色革命
- 緬甸民主改革
- 阿拉伯之春
- 轉型正義
- 纳粹主义与斯大林主义的比较
- 欧洲史太林主义和纳粹主义受害人纪念日